# Lawrence Macfarlane
Pour les articles homonymes, voir Macfarlane.
Lawrence Macfarlane (12 novembre 1876, Montréal, Québec, Canada - 19 octobre 1944, Montréal, Québec, Canada), parfois orthographié Lawrence MacFarlane, est un avocat et homme d'affaires scotto-québécois. Il a été bâtonnier du Québec.

## Origine et formation
Lawrence Macfarlane est le cinquième enfant de James Ferrier Maurice Macfarlane, fils d'un immigrant écossais de la ville de Perth, et de Cecilia H. Clare Macfarlane, tous deux de Montréal,. Les autres enfants du couple Macfarlane sont, dans l'ordre, Archie Macfarlane, Clare Macfarlane, Thomas Archibald Macfarlane, May Macfarlane Gifford, Gordon Macfarlane et Elsie Jean Macfarlane McDougall,.
Lawrence Macfarlane commence son parcours scolaire en fréquentant la Montreal High School, puis s'inscrit à l'Université McGill, où il reçoit d'abord un baccalauréat ès arts en 1897, puis un baccalauréat en droit civil en avril 1900,,,. Il entame par la suite son stage de clerc auprès de Robert D. McGibbon, au terme de quoi il est admis en tant qu'avocat au Barreau du Québec le 1er juillet 1900,,,.

## Carrière professionnelle
Lawrence Macfarlane commence sa carrière professionnelle auprès de McGibbon, avec qui il a fait sa cléricature. Il forme éventuellement un partenariat, au plus tard en 1910, avec les avocats Eugène Lafleur, Gordon Walters MacDougall et Gregor Barclay, et ils deviennent tous ensemble le cabinet d'avocat Lafleur, MacDougall, Macfarlane & Barclay, Advocates, Barristers &c., installé dans un bureau de la Royal Trust Company (en), à Montréal,,,,. Sont aussi associés à cette société les avocats Adrian Knatchbull-Hugessen et William B. Scott. Un peu plus tard, vers 1925, Gregor Barclay quitte le groupe d'hommes et c'est l'avocat Charles A. Pope qui le remplace - ils deviennent ainsi la société Lafleur, MacDougall, Macfarlane & Pope. Lawrence Macfarlane passe l'essentiel de sa carrière auprès de ce cabinet d'avocat,,.
Le 1er juillet 1912, Lawrence Macfarlane est créé conseiller du roi,,.
Du côté des affaires, Lawrence Macfarlane est très investi dans les domaines de l'énergie et de la distillerie. Il est, entre autres, vice-président de l'Alabama Traction Light & Power Co., Ltd. et de la South-eastern Power and Light Company, qui fusionneront en 1924 pour devenir la Southern Company, ainsi que directeur de la British Columbia Breweries, Ltd., North Saskatchewan Land Company, Limited, Terminal Cities of Canada, Mexican Northern Power Company, Limited, Cities Service Company, Ticonderoga Pulp & Paper Co., Brewers & Distillers of Vancouver, et enfin de la Bristish Columbia Distillery, Limited,,,,.
En octobre 1939, Arthur William Patrick Buchanan, conjointement le bâtonnier de Montréal et le bâtonnier du Québec, décède subitement dans l'exercice de ses fonctions. C'est ainsi que, coup sur coup, Lawrence Macfarlane est élu aux postes de bâtonnier de Montréal et de bâtonnier du Québec pour le bâtonnat écourté de 1939-1940,.

## Franc-maçonnerie
Lawrence Macfarlane est franc-maçon,,,. Il fait partie plus précisément de la St-Paul's Lodge No. 374, English Register, une loge maçonnique affiliée à la Grande Loge unie d'Angleterre,,,,. D'autres membres célèbres de cette loge fondée le 8 novembre 1770 sont, entre autres, David Ross McCord, fondateur du Musée McCord, William Badgley, député à l'Assemblée législative du Canada-Uni, John Abbott, 3e premier ministre du Canada, John Molson, fondateur de la brasserie Molson et Peter McGill, 2e maire de Montréal,.

## Vie privée et décès
Lawrence Macfarlane a fait partie de nombreux clubs au fil de sa vie, dont les clubs St. James, University, Racket, Royal Montreal Golf, Arts Club, Forest and Stream et le club Laurentian,,,.
Lawrence Macfarlane ne s'est vraisemblablement jamais marié et aucun enfant n'est connu de lui,,,,. Il était domicilié au 127 rue Crescent, à Montréal,,. De foi protestante, Lawrence Macfarlane était favorable aux idées avancées par le Parti conservateur du Canada,,.
Il est décédé le 19 octobre 1944, dans des circonstances pour l'heure inconnues, à l'âge de 67 ans. Il est enterré au cimetière Mont-Royal d'Outremont, dans la tombe dédiée à sa famille.

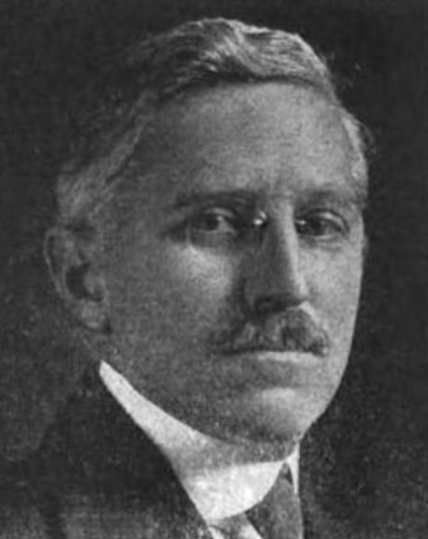
Lawrence Macfarlane, vers 1920.

## Hommages et distinctions

### Titre honorifique
- Conseiller du roi[3]

### Titre de civilité
- Monsieur le bâtonnier[12]

#### Droit
- Avocat, Juriste
- Droit au Québec, Droit civil
- Histoire du droit au Québec, XIXe siècle en droit au Québec, XXe siècle en droit au Québec
- Système judiciaire du Québec, Loi du Québec
- Barreau du Québec, Bâtonnier du Québec
- Barreau de Montréal, Districts judiciaires du Québec
- Code civil du Bas-Canada, Code criminel du Canada